# Venus và Adonis (tranh của Tiziano)

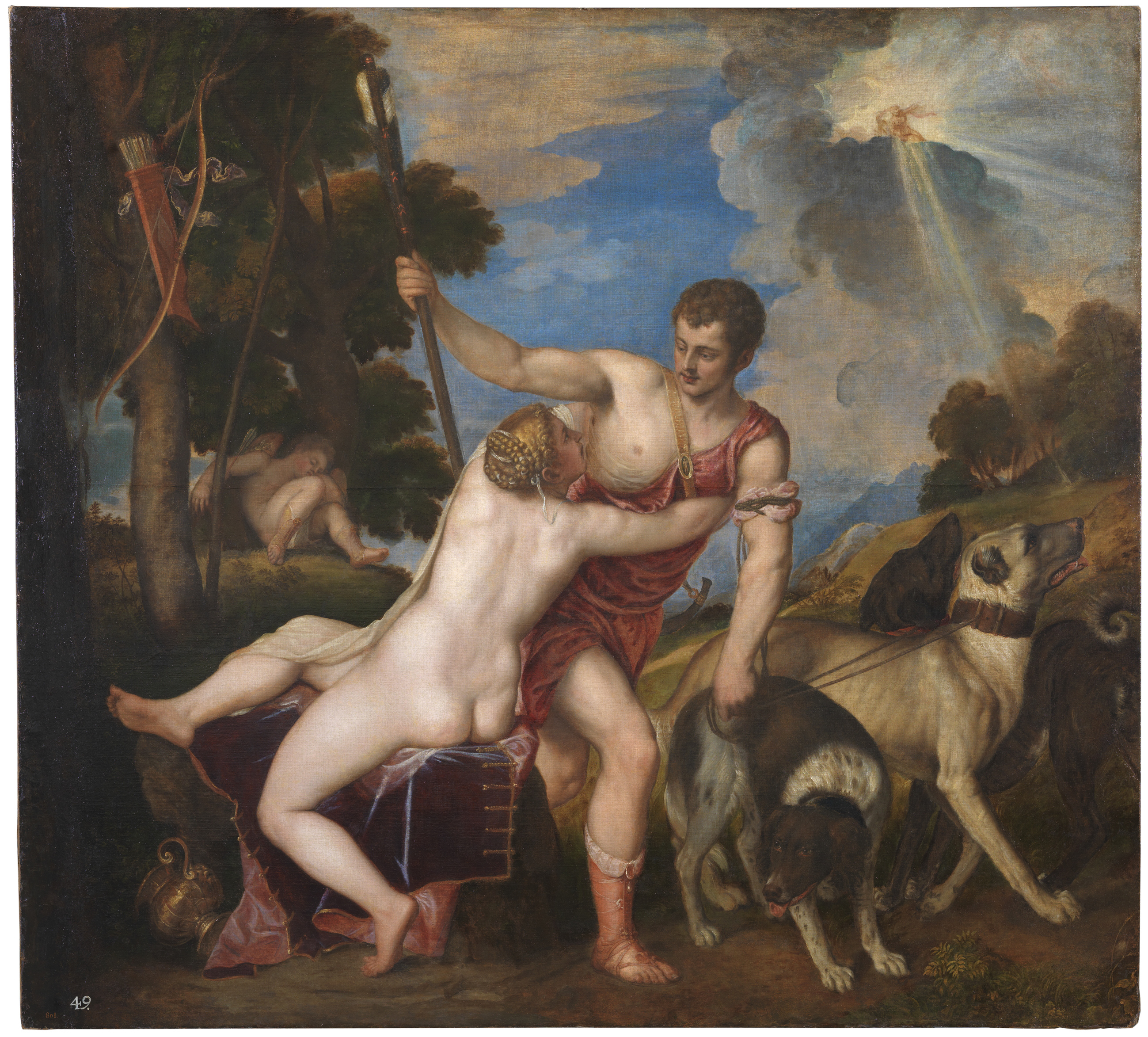
Venus và Adonis của Tiziano, bảo tàng Prado, Tây Ban Nha (1554). "Phiên bản Prado"

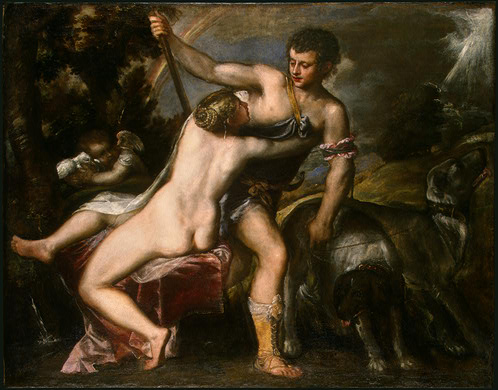
Phòng trưng bày nghệ thuật quốc gia Washington. Ví dụ về "Phiên bản Farnese".

Tác phẩm Venus và Adonis của nghệ sĩ Phục hưng người Venezia, Tiziano Vecelli đã được vẽ vài lần bởi chính Tiziano, các trợ lý xưởng vẽ của ông cùng nhiều người khác. Trong tất cả ba mươi phiên bản được vẽ từ thế kỷ 16, phổ biến nhất là hình ảnh khỏa thân của Venus. Vẫn còn nhiều tranh cãi trong số những phiên bản còn tồn tại rằng phiên bản nào là phiên bản gốc. Ngoài ra, người ta cũng liên tục tranh luận xem bản thân Tiziano từng tham gia vào bao nhiêu phiên bản còn sót lại ấy. Chỉ duy nhất một phiên bản là xác định được ngày vẽ, đó là một bức vẽ được trưng bày ở bảo tàng Prado, thủ đô Madrid, Tây Ban Nha, trong đó ghi lại nội dung bức thư giữa Tiziano và Felipe II vào năm 1554. Tuy nhiên, nhiều nghi vấn cho rằng bức vẽ trên dường như là sự lặp lại sau đó của một tác phẩm được vẽ rất lâu trước đó, có thể sớm nhất là vào những năm 1520.
Phiên bản bức tranh trưng bày tại bảo tàng Prado lấy bối cảnh lúc bình minh. Bức tranh cho thấy chàng Adonis trẻ tuổi đang cố thoát ra khỏi sự đeo bám của Venus, người yêu của chàng. Adonis mang một cây giáo trang trí bằng lông vũ hoặc "phi tiêu", loại vũ khí thường được sử dụng để săn bắn trong thế kỷ 16. Đầu ba con chó săn của chàng lúc đó đang quấn quanh cánh tay phải. Đâu đó phía bên trái, dưới những tán cây phía sau hai người là thần Cupid đang say ngủ, với cây cung và mũi tên treo trên cây. Trên trời cao, ai đó đang cưỡi một cỗ xe; đây là Venus đến từ tương lai trong câu chuyện, hoặc Apollo hoặc Sol, những gì đại diện cho bình minh. Venus ngồi trên một tảng đá phủ khăn đẹp đẽ với các cạnh và nút thắt vàng, còn Adonis vận trang phục cổ điển, trên thắt lưng có treo một cái sừng. Trang phục cổ điển đó của chàng được lấy cảm hứng từ các tác phẩm điêu khắc La Mã.
Người ta cho rằng nhà thơ La Mã Ovid là người truyền cảm hứng cho các tác giả sáng tác ra tác phẩm, mặc dù nhiều nguồn văn học, hình ảnh, điển tích khác cũng được đề xuất. Trong quyển 10 của tập thơ Metamorphoses, Adonis là một thanh niên điển trai, một đứa trẻ mồ côi hoàng gia, dành phần lớn thời gian đời mình để săn bắn. Venus yêu chàng sau khi một trong những mũi tên của Cupid bắn nhầm vào nàng. Họ cùng nhau đi săn, trong những lúc ấy, Venus có nhiệm vụ cảnh báo người yêu mình về những con vật nguy hiểm. Một ngày nọ, Adonis đi săn một mình, không có Venus đi cùng và thế là chàng bị một con lợn rừng làm bị thương. Venus lúc ấy đang chu du trên bầu trời trong cỗ xe của mình. Nàng nghe thấy tiếng khóc của chàng nhưng không tài nào cứu được. Trong một vài phiên bản của bức tranh, cái chết của Adonis được vẽ ở vị trí bên phải. Trong nguyên tác của Ovid, chính Venus mới là người đầu tiên rời đi. Có thể suy đoán rằng việc Adonis tự kéo mình khỏi vòng tay của Venus dường như là chủ ý riêng của Tiziano. Vì lý do này, nhiều người đã chỉ trích ông.

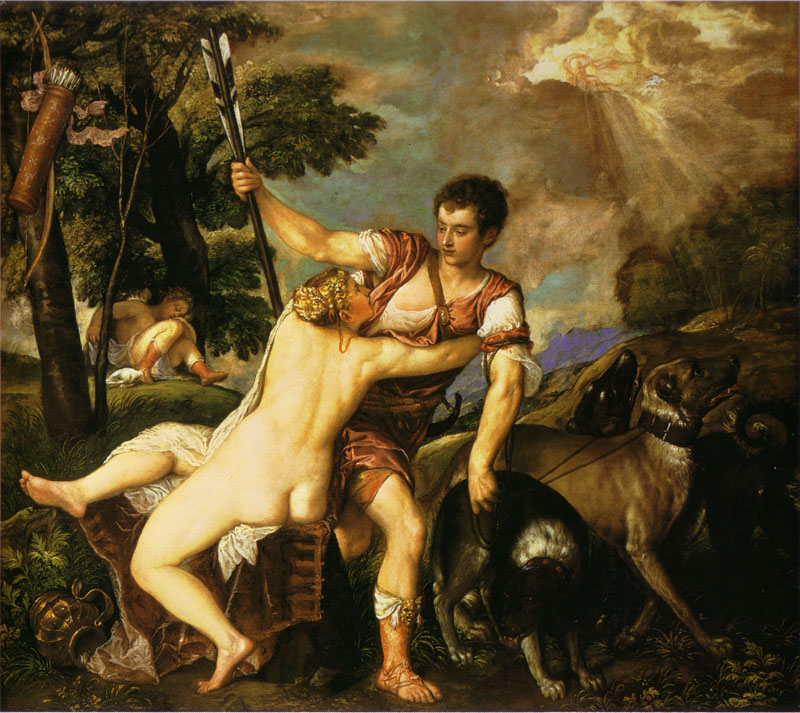
"Phiên bản Lausanne" (Bảo tàng Ashmolean, Oxford)

Harold Wethey đã chia hai phiên bản khác nhau của tác phẩm làm hai dạng: dạng "Prado" và dạng "Farnese"; dạng Prado là phiên bản phổ biến nhất cho bức vẽ và được mô tả bằng câu chuyện ở trên. Ngoài ra, vẫn còn một cách gọi thay thế khác thường được sử dụng để chỉ hai dạng này, đó là "ba con chó" và "hai con chó". Tuy về mặt bằng chung, các phiên bản đều giống nhau về nhiều khía cạnh, nhưng dạng Farnese có cây cối dày đặc hơn đồng thời chủ đề và hình dạng rộng hơn, bầu trời dường như bị che khuất mất. Trong phiên bản này, bàn tay giơ lên của Adonis nằm ngay dưới rìa khung tranh, vì vậy không thể nhìn thấy những chiếc lông vũ trên ngọn giáo, cỗ xe cũng hoàn toàn mất hút trên bầu trời, mặc dù ta vẫn có thể nhận ra được rằng mặt trời xuyên qua những đám mây ở cùng một nơi. Ngoài ra, phiên bản chỉ có hai con chó săn và không có chiếc bình bằng vàng nào nằm dưới góc bên trái dưới cùng trên mặt đất như trong dạng Prado. Thêm vào đó, hình ảnh của Cupid được đưa đến gần hơn với cặp đôi chính và được điểm xuyết bằng một con bồ câu trên tay.

## Phiên bản Prado

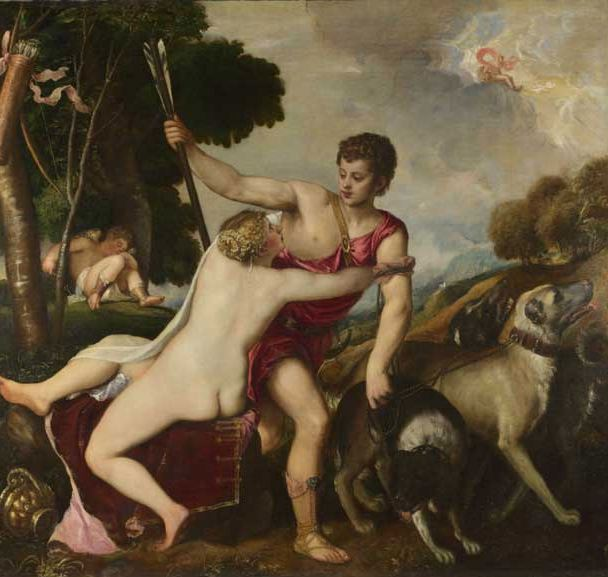
Một phiên bản lưu giữ tại Bảo tàng Quốc gia Luân Đôn.

Độ cao của các bức tranh thuộc phiên bản này dao động từ 160–200 cm, nhưng chiều rộng cố định trong khoảng từ 190–200 cm. Tất cả các phiên bản Farnese nhỏ hơn rất nhiều, nhưng cách bày trí chặt chẽ của chúng làm cho các số liệu luôn có cùng kích thước.

### Prado, Madrid
Phiên bản hiện tại ở Bảo tàng Prado, Madrid thường được chấp nhận là phiên bản sớm nhất trong số các phiên bản còn tồn tại. Không có tài liệu nào chắc chắn điều này cho đến năm 1626, khi nó được gửi đến Vua Felipe II của Tây Ban Nha ở London (sau đó ông đã kết hôn với Mary Tudor, và thực tế chưa phải là Vua của Tây Ban Nha, mà là Vua của Anh) bởi Tiziano vào tháng 9 năm 1554, như nội dung trong một lá thư. Felipe đã nhận được nó vào tháng 12 và viết cho một cận thần phàn nàn về "một nếp gấp gói trong kiện gửi". Bức tranh này có một đường may trong đó hai mảnh vải được nối với nhau "rất rõ ràng" trên bức tranh.
Một giả thuyết do William R. (Roger) Rearick đề xuất rằng bức tranh đầu tiên này thực tế là phiên bản "Lausanne", và Tiziano sau đó đã gửi một phiên bản khác (phiên bản hiện tại ở Prado) đến vua Felipe II, nhưng lập luận này đã bị Nicholas Penny thẳng thừng bác bỏ và vẫn còn gây tranh cãi. Adonis trông già hơn so với các phiên bản khác và cơ thể của Venus lùn hơn; các phiên bản sau này có thể đã được thực hiện bằng cách sao chép phiên bản được giữ lại trong xưởng vẽ ở Venezia. Tuy dạng Prado được vẽ chủ yếu bởi Tiziano, nhưng Penny vẫn nghi ngờ điều này khi cho rằng đầu của Venus trông "rất đáng thất vọng".
Bức tranh là một phần của một loạt các bức tranh thần thoại được gọi là poesie (thơ) dành cho vua Felipe II của Tây Ban Nha. Venus và Adonis được thiết kế để thưởng thức một cách song song với Danaë, bức vẽ đầu tiên của loạt tranh poesie này. Chúng được giao đến cung vua vào năm 1553, mặc dù kích cỡ của các bức vẽ ấy là khác nhau. Một phiên bản sau của bức vẽ Danaë hiện đang được trưng bày trong cùng một căn phòng với các tác phẩm khác của Tiziano tại bảo tàng Prado, Tây Ban Nha.
Viết trong bức thư gửi đến Felipe, Tiziano nhấn mạnh việc hai bức tranh sẽ đưa ra những góc nhìn tương phản cả đằng trước lẫn đằng sau của nàng Venus xinh đẹp trần truồng, do đó cho phép hội họa cạnh tranh với điêu khắc. Ngoài ra, nhiều đánh giá mang tính đương đại cũng cho thấy hiệu ứng mạnh mẽ mà những bức tranh này mang lại cho khán giả nam. Phần dưới ép xuống của Venus lúc ngồi vẫn là một thứ gì đó mới lạ trong nghệ thuật, thậm chí đôi khi còn được coi là nghệ thuật gợi tình. Nhà phê bình người Venezia, Lodovico Dolce đã ca ngợi (phiên bản của Prado) là một "sự khéo léo kỳ diệu... trong đó người ta nhận ra ở phần mông của nàng mang vẻ đau khổ của xác thịt chỉ bằng việc ngồi... không có người đàn ông nào đủ sắc bén và sáng suốt đến mức khi nhìn thấy vẻ đẹp này mà không dám tin người đàn bà kia thực sự đang sống, không có kẻ nào, kể cả những người mà tâm hồn đã nguội lạnh theo thời gian hay những kẻ thất bại trong việc khiến bản thân đẹp hơn dám thừa nhận rằng hắn không cảm thấy mình trở nên ấm áp và dịu dàng, và toàn bộ dòng máu của hắn đang bắt đầu khuấy động bên trong huyết quản".

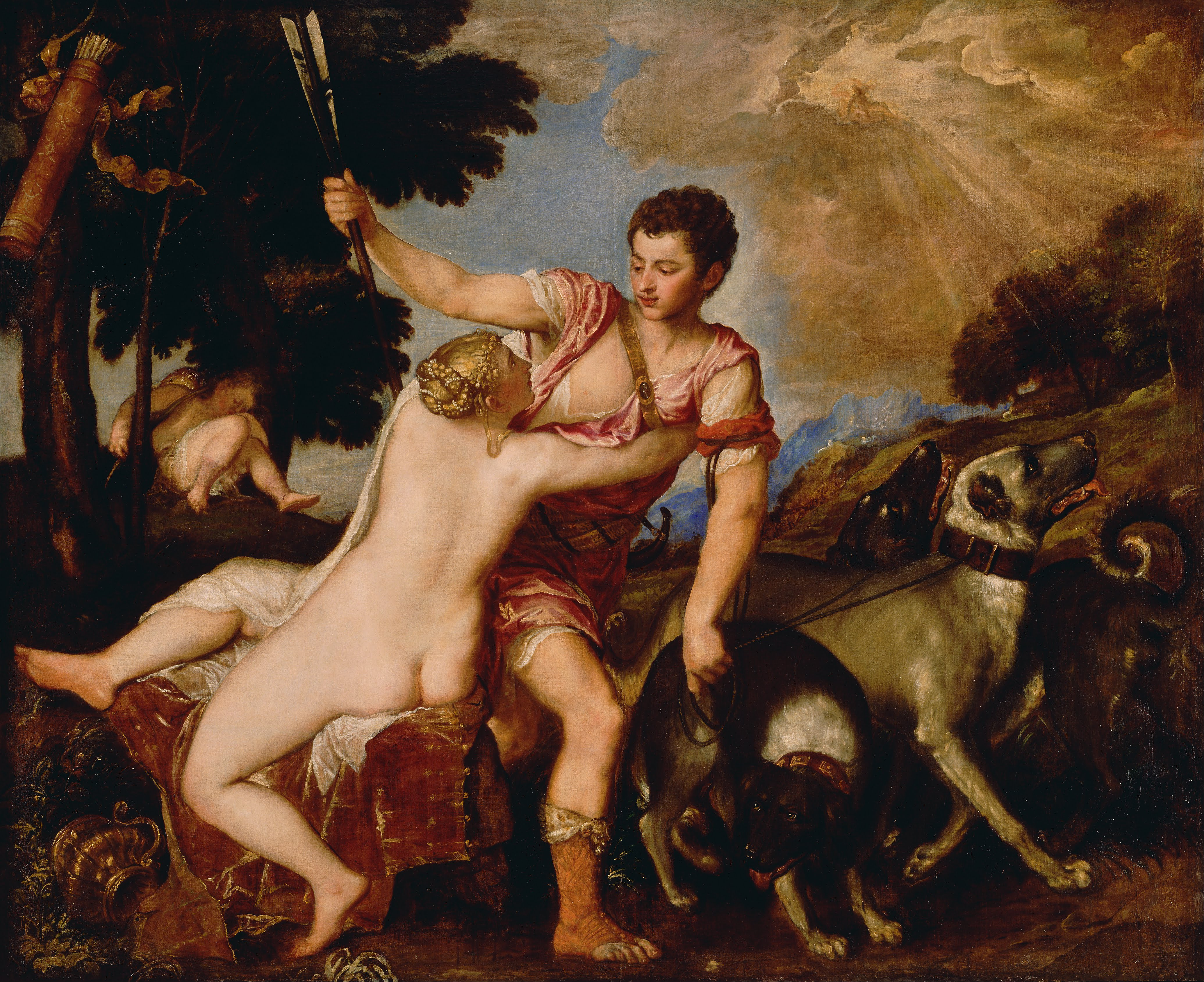
Một phiên bản trưng bày tại Bảo tàng J. Paul Getty, Malibu

Việc Venus cố gắng ngăn cản người mình yêu rời đi cũng là một thứ nghệ thuật mới lạ và hiệu quả, một cử chỉ "chuyển cảm giác mất mát của Venus khi Adonis chết sang lúc khi chàng rời đi". Điều này đã mang "hai nửa câu chuyện đến bên nhau trong khoảnh khắc của tình yêu và sự mất mát".
Viết về bức tranh thần thoại này và những bức tranh thần thoại khác của Tiziano lúc bấy giờ, Sydney Joseph Freedberg nói rằng hai người họ "truyền đến chúng ta cảm giác tiếp cận phi thường của việc biểu lộ tình cảm theo lối cổ điển vốn có của họ như kinh nghiệm tình dục, linh hồn và tâm trí, tầm vóc giả định của ý tưởng... Khi đức hạnh được trang hoàng một cách công khai khuất phục trước chiều sâu ý nghĩa trong các tác phẩm này, màu sắc trở nên tĩnh mịch hơn, nhưng bù lại mang đến sự rung động, phấn khởi theo cách mạnh mẽ hơn cả những gì mà ánh sáng mang lại'.

### "Phiên bản Lausanne"
Trong một bộ sưu tập cá nhân, bức tranh được bày bán tại Christie vào năm 1998, trước đây bán ở Lausanne, sau đó đem cho Bảo tàng Ashmolean, Oxford mượn. Trong bức tranh này, cái chết của Adonis được ẩn trong nền, nhân vật trong cỗ xe trên bầu trời chắc chắn là Venus khi phía trước cỗ xe được kéo bởi một con thiên nga. William R. (Roger) Rearick cho rằng bức tranh này mới là phiên bản đầu tiên được gửi cho Felipe II vào những năm 1550. Felipe từng phàn nàn khi bức vẽ đến nơi, có lẽ nhầm một đường may trên vải với một nếp gập. Theo giả thuyết này, bức tranh "Lausanne" đã được đưa trở lại Venezia và được thay thế bằng phiên bản hiện tại ở Madrid. Penny không đồng tình với giả thuyết trên mà chỉ coi bức vẽ trên là sự lặp lại dựa trên phiên bản đang lưu giữ tại London.
Tuy nhiên, có một điều chắc chắn là bức vẽ nằm trong Bộ sưu tập Orleans, và rất có thể trước đó từng là một trong hai phiên bản trong bộ sưu tập của Nữ hoàng Christina của Thụy Điển ở Rome và bị người Thụy Điển cướp lấy từ bộ sưu tập mà Rudolf II, Hoàng đế La Mã thần thánh giấu trong Lâu đài Prague năm 1648. Sau khi Bộ sưu tập Orleans bị phân tán mỗi nơi mỗi ngả, bức vẽ Venus và Adonis phiên bản Lausane cuối cùng rơi vào tay nghệ sĩ Benjamin West. Năm 2007, phiên bản của bức tranh được trưng bày lần đầu tiên sau 200 năm (trừ thời điểm trước khi bán đấu giá) tại một triển lãm tranh Tiziano ở Belluno.

### Phiên bản tại Phòng trưng bày Bảo tàng Quốc gia Luân Đôn
Bức vẽ này được cho là do Tiziano chính tay vẽ nên, đề năm 1554, mặc dù chủ nhân của ông có thể đã vẽ trước "một bản sơn nước" cùng đầu tóc của Adonis và Venus.

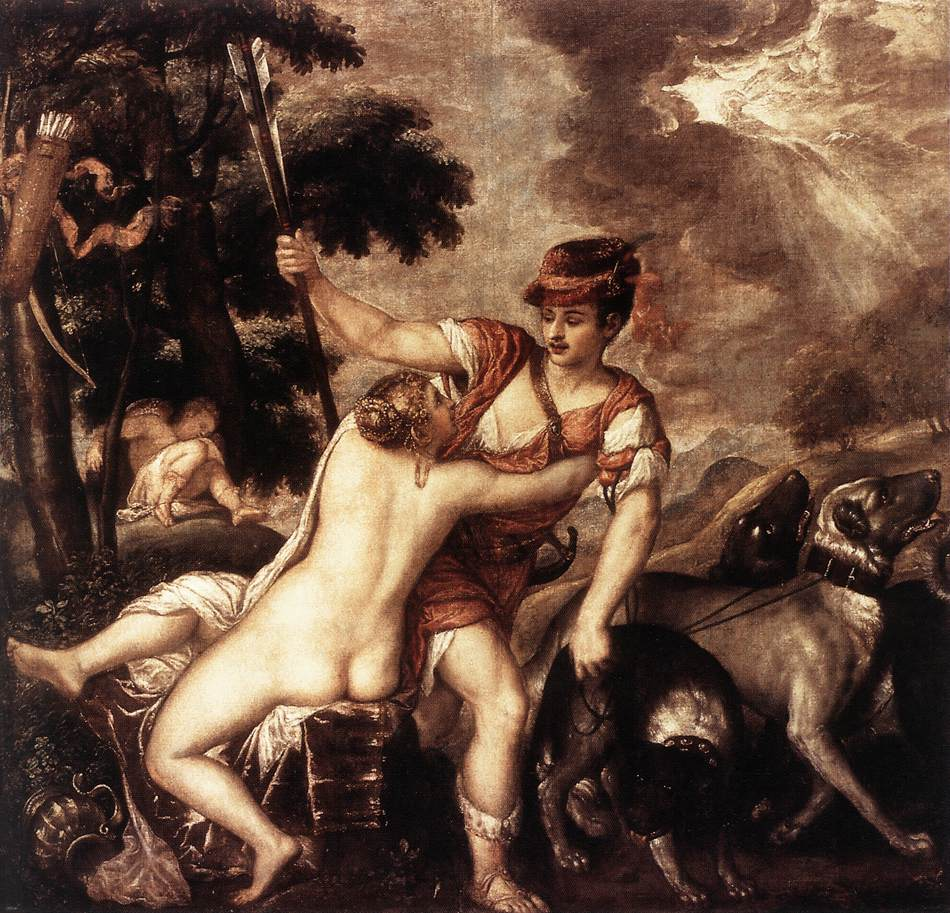
Bức vẽ trưng bày tại Galleria Nazionale Keyboardrte Antica, Rome

Penny cho rằng bức vẽ trên là một "mô hình xưởng vẽ" được lưu giữ tại Venezia khi dạng Prado được gửi đến Madrid. Nó bao gồm một vài cải tiến nhỏ về mặt bố cục. Những cải tiến này có thể thấy rõ kể cả trong các phiên bản sau này cùng loại với nó (dạng Prado), được tạo ra do sao chép, bao gồm cả những phiên bản Getty, Lausanne và Rome, có những nét đặc trưng không lẫn vào đâu được ở các vị trí giống hệt trên bức tranh trùng khớp với phiên bản lưu giữ tại London. Tuy nhiên, vẫn ít người thực sự biết đến nhiều điểm tương đồng giữa các phiên bản tại Prado và tại London vì những thông tin này không được chia sẻ rộng rãi. Chúng bao gồm những đặc điểm sau đây: Adonis không có đồ lót che vai và cánh tay trên (bên phải); Venus không ngồi trên một tấm vải trắng; vòi của chiếc bình hướng về phía trong. Ngược lại, nhiều chi tiết không có trong phiên bản Prado, nhưng có trong phiên bản ở London cùng các phiên bản khác là chuỗi ngọc trai trên tóc của Venus, khoảng cách lớn hơn giữa khuôn mặt và dây đeo trên ngực của Adonis.
Tuy nhiên, nguồn gốc của phiên bản này vẫn không thể xác định được trước bộ sưu tập Salviati ở thế kỷ 17. Vào thời gian này, bức tranh là một trong ba mươi tám bức tranh từ bộ sưu tập của John Julius Angerstein được chính phủ Anh mua lại vào năm 1824 với giá 57.000 bảng, tạo thành hạt nhân ban đầu cho Phòng trưng bày Quốc gia.

### Bảo tàng J. Paul Getty, Malibu
Phiên bản trong Bảo tàng J. Paul Getty được vẽ vào khoảng thời gian 1555–60. Bảo tàng xem tác giả của bức vẽ là Tiziano, mặc dù nhiều người vẫn không chắc chắn. Về phần Penny, ông xem nó như một bản sao xưởng vẽ dựa trên phiên bản tại London. Nguồn gốc của bức vẽ này xuất hiện trong một bản tóm tắt năm 1648 tại Genève, sau đó bao gồm cả những tác phẩm trong bộ sưu tập của Nữ vương Christina của Thụy Điển và Bộ sưu tập Orleans. Giống như trong hầu hết các bộ sưu tập khác, bức tranh này cũng được mua bởi một tập đoàn ở London sau Cách mạng Pháp và được một thành viên của tập đoàn, Frederick Howard, Bá tước thứ năm của Carlisle lựa chọn, mặc dù ông không giữ nó lâu. Từ năm 1844 đến năm 1991, bức tranh nằm trong bộ sưu tập của Bá tước Normanton. Bảo tàng bắt đầu lưu giữ bức tranh này kể từ năm 1992.

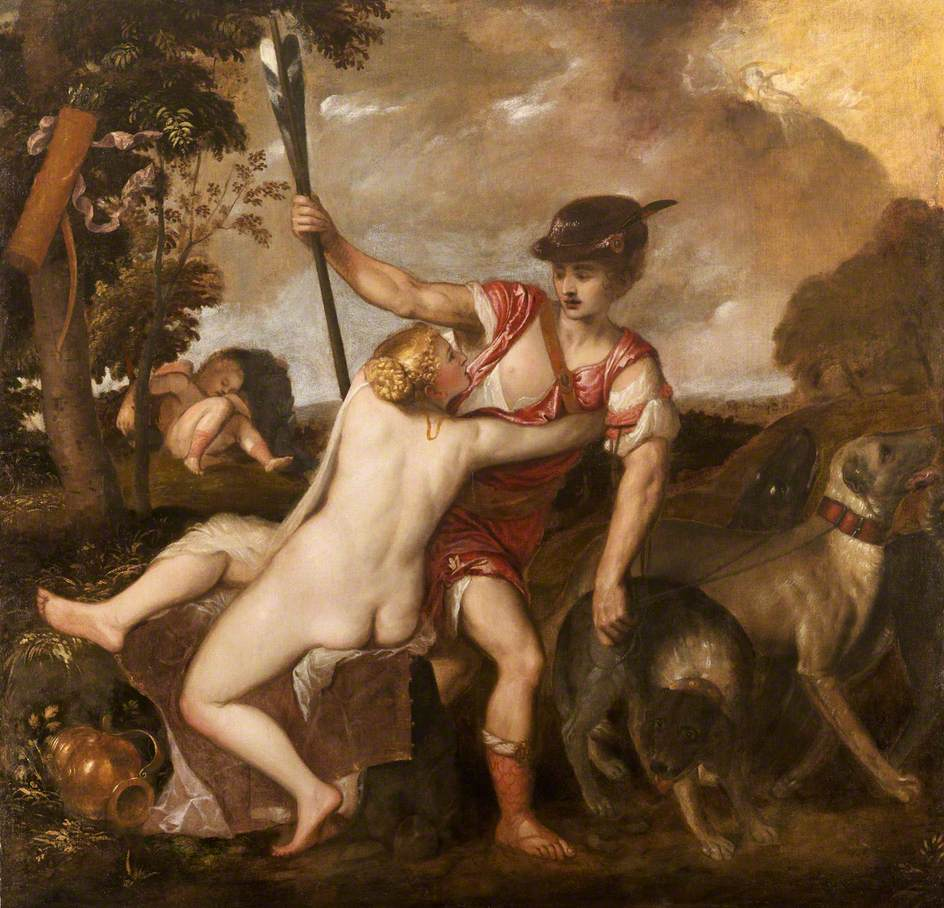
Phiên bản Dulwich miêu tả chàng Adonis có một cái mũ.

### Phiên bản tại Galleria Nazionale Keyboardrte Antica, Rome
Ở bảo tàng Galleria Nazionale Keyboardrte Antica (Palazzo Barberini), Rome hiện vẫn còn một phiên bản ra đời vào những năm 1560. Trong phiên bản này, Adonis mang một chiếc mũ ngộ nghĩnh có đính lông vũ. Chi tiết này cũng tồn tại trong phiên bản Dulwich và một phiên bản rút gọn (nhỏ hơn nhiều) tại Lâu đài Alnwick, từng được cho là mô hình của Tiziano. Học giả Harold Wethey gọi chiếc mũ này là "nực cười" và "vô lý". Ông khẳng định Tiziano không có liên quan gì đến bức vẽ này.
Theo Nicholas Penny, đây "gần như chắc chắn" không phải là một trong hai phiên bản trong bộ sưu tập của Nữ hoàng Christina của Thụy Điển tại Rome như vẫn thường tuyên bố. Theo đó, nó có thể thuộc sở hữu của hoàng đế Nga Paul I và trở về Ý từ Saint Petersburg nhờ thương gia người Venezia, Pietro Concolo, cuối cùng được mua bởi Roman Giovanni Torlonia, Hoàng tử thứ nhất của Civilitella-Cesi. Vào năm 1862, nó đã được Palazzo Barberini mua lại.

### Bảo tàng Dulwich, Luân Đôn
Cũng là một phiên bản khác với chiếc mũ trên đầu. Bảo tàng nói: "Công việc bảo tồn gần đây đã cho phép chúng tôi xác nhận rằng thay vì là một bản sao cuối thế kỷ 17, bức tranh này rất có thể đã được thực hiện trong xưởng của Tiziano vào nửa sau của thế kỷ 16". Bức vẽ ra đời vào khoảng thời gian 1554–1576 và có mặt trong bảo tàng từ năm 1811.

### Các phiên bản khác
Ít nhất một phiên bản khác cũng có thể bắt nguồn từ xưởng của Tiziano. Cũng có một phiên bản từng bày bán tại Christie vào ngày 10 tháng 7 năm 2003 và hiện đang nằm trong một bộ sưu tập cá nhân nào đó ở Công viên Hatchlands, Surrey. Tuy nhiên, bức vẽ này đã bị hư hỏng nặng, dù cho một phiên bản khác có thể đang được giữ làm mô hình triển lãm. Ngoài ra, một phiên bản khác cũng có mặt trong bộ sưu tập cá nhân ở Moskva.

## Phiên bản Farnese

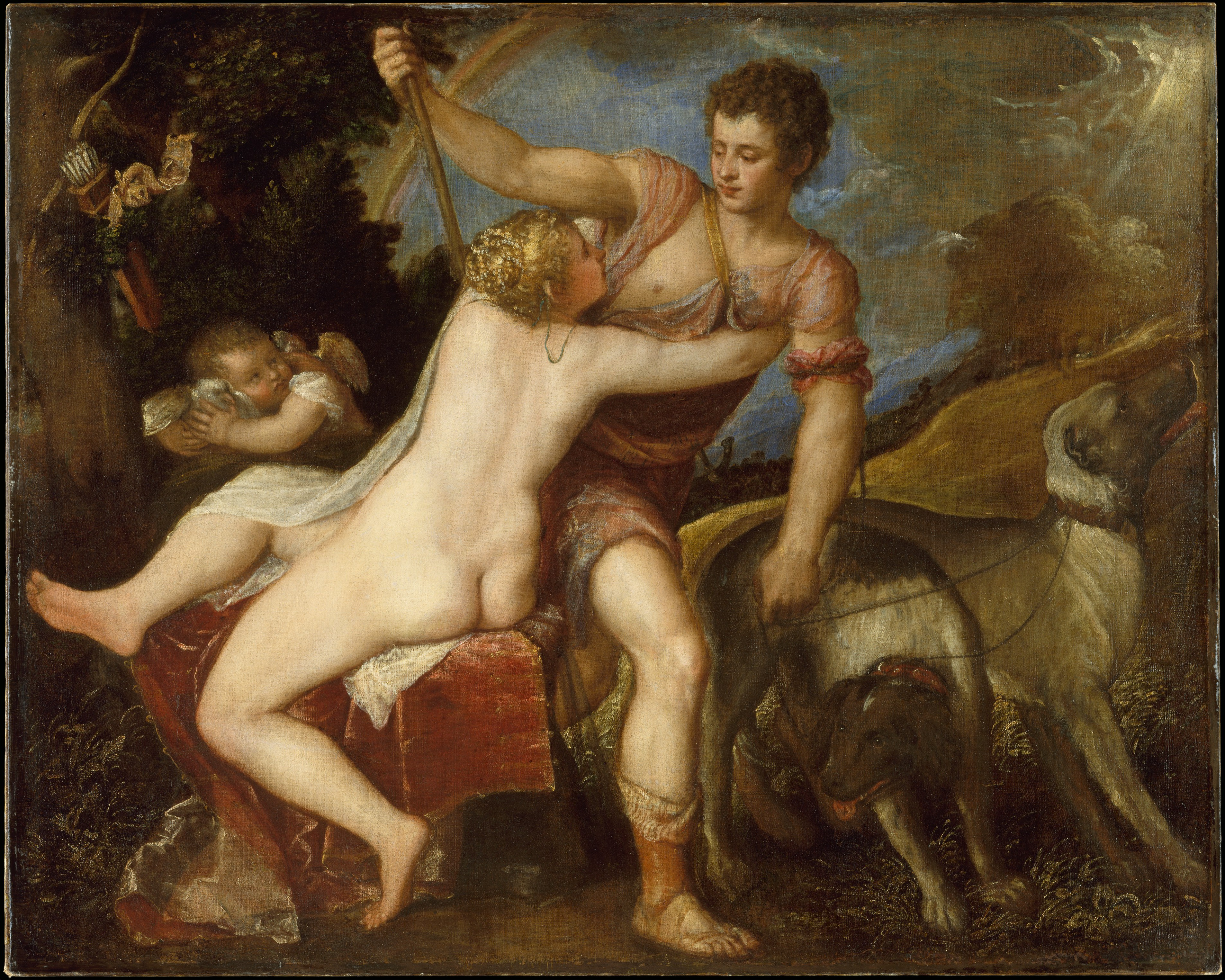
Bảo tàng nghệ thuật Metropolitan trưng bày một phiên bản thuộc loại Farnese.

Loại Farnese được đặt tên theo một bức tranh trong Bộ sưu tập Farnese và sau đó là bộ sưu tập hoàng gia ở Napoli nhưng hiện nay đã thất lạc. Tuy nhiên, đây vẫn là một "bản vẽ rất cẩn thận" (1762) và là một trong những bản khắc tiếp theo của Robert Strange ra đời vào năm 1769. Người ta thường nghĩ rằng đây là loại sớm nhất trong hai loại, có thể bắt nguồn từ những năm 1520, mặc dù vấn đề này hiện nay vẫn còn không chắc chắn, và dường như rõ ràng là cả hai loại vẫn tiếp tục được sản xuất, bày bán cho đến cuối sự nghiệp của Tiziano và hầu hết các chi tiết trong các phiên bản Prado đều xuất hiện trong các phiên bản Farnese.
Phòng trưng bày Quốc gia hiện đang lưu giữ một bức tranh có tên Boy with a Bird với Cupid được vẽ rất chi tiết, ngoại trừ việc không có đôi cánh. Bức vẽ này từng được cho là xuất phát từ thế kỷ 17, nhưng hiện nay, nhiều người tin rằng nó hoàn toàn do chính Tiziano vẽ ra vào những năm 1520.

### Phòng trưng bày nghệ thuật quốc gia, Washington

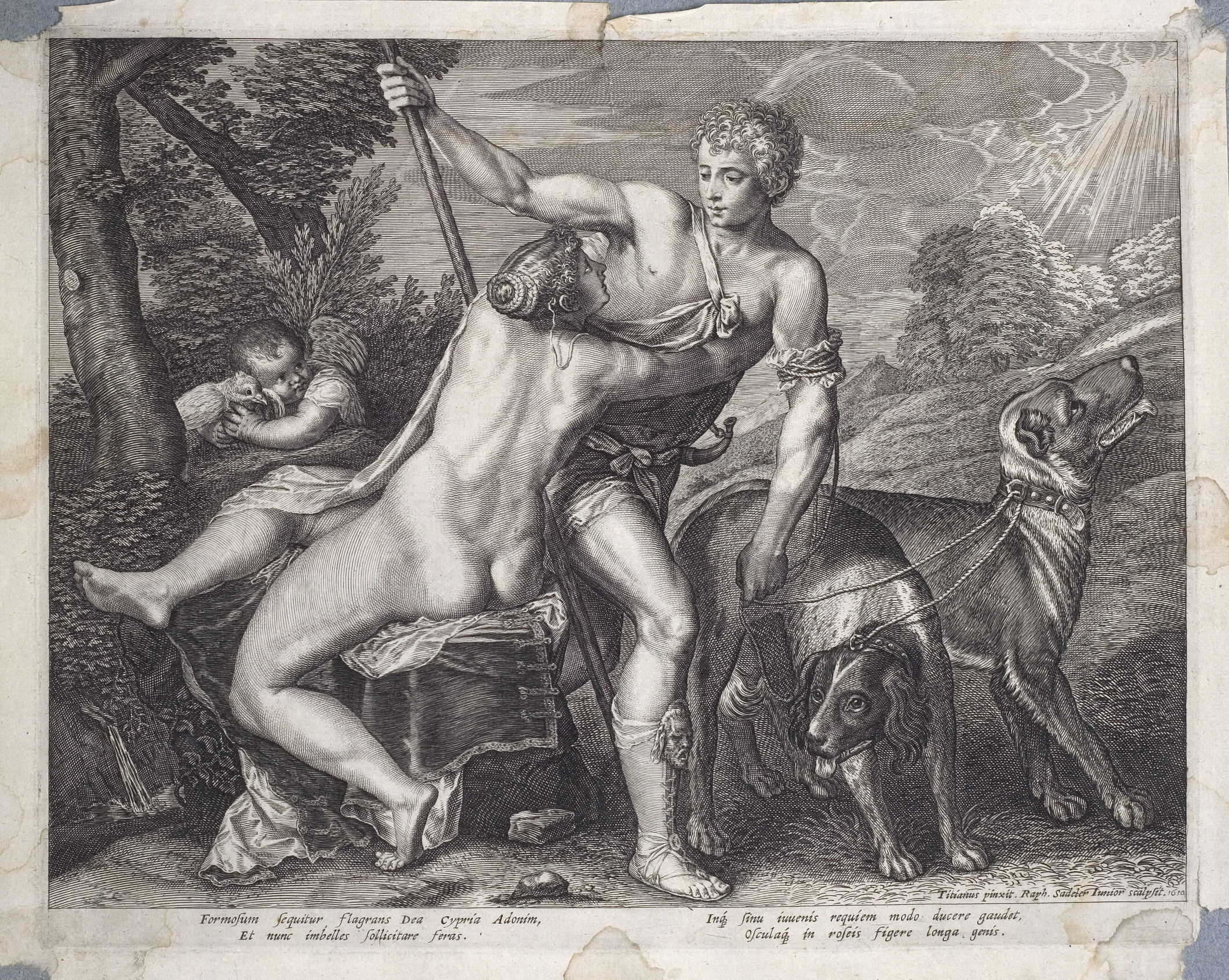
Bản khắc do Raphael Sadeler II phục dựng năm 1610.

Bức tranh ở đây được cho là do Tiziano vẽ vào khoảng những năm 1560. Theo Penny, phần lớn bức tranh dường như là "chữ ký" (của chính Tiziano). Mặc dù có nhiều khác biệt về chi tiết, ông cho rằng nó đã được "lên kế hoạch, nếu không được vẽ, cùng lúc với [phiên bản Prado vào năm 1554] hoặc có lẽ sớm hơn một chút". Bức tranh do nhà điêu khắc Raphael Sadeler II tái hiện lại vào năm 1610 và thuộc sở hữu của Anne Russell Digby, vợ của George Digby, Bá tước thứ hai của Bristol. Đến năm 1685, nó được thừa kế bởi gia đình Spencer. Đến năm 1924, tác phẩm được bán cho các đại lý nghệ thuật khác nhau của Anh và Mỹ, và được Phòng trưng bày nghệ thuật quốc gia mua lại vào năm 1942.

### Bảo tàng nghệ thuật Metropolitan, New York
Bảo tàng Nghệ thuật Metropolitan ở New York có phiên bản thuộc loại Farnese, với những khác biệt nhỏ. Những người quản lý bảo tàng từng nói: "Phiên bản này được vẽ vào cuối sự nghiệp và chất lượng tuyệt mỹ của nó cho thấy nó được thực hiện bởi chính người nghệ sĩ". Penny cũng đồng tình với ý kiến này, coi đó như "một phần" của Tiziano. Trước kia, bức tranh nằm trong bộ sưu tập của Bá tước Darnley.

## Nguồn gốc của các phiên bản

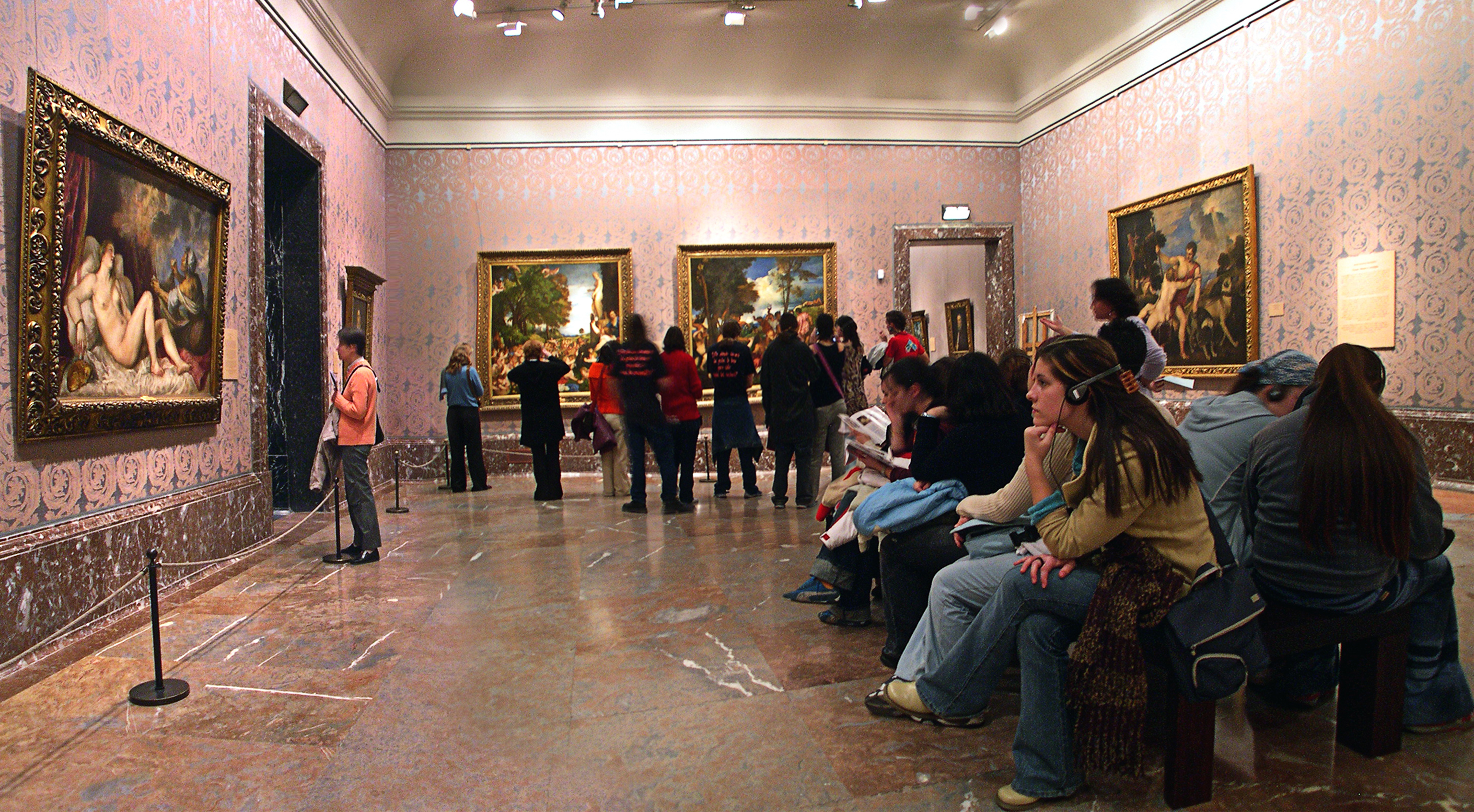
Những bức tranh của Tiziano được trưng bày tại Bảo tàng Prado (từ trái sang phải: Danaë và Vòi hoa sen vàng, Sự tôn sùng của Venus, Bacchanal của người Hồi giáo, Venus và Adonis)

## Trong văn học

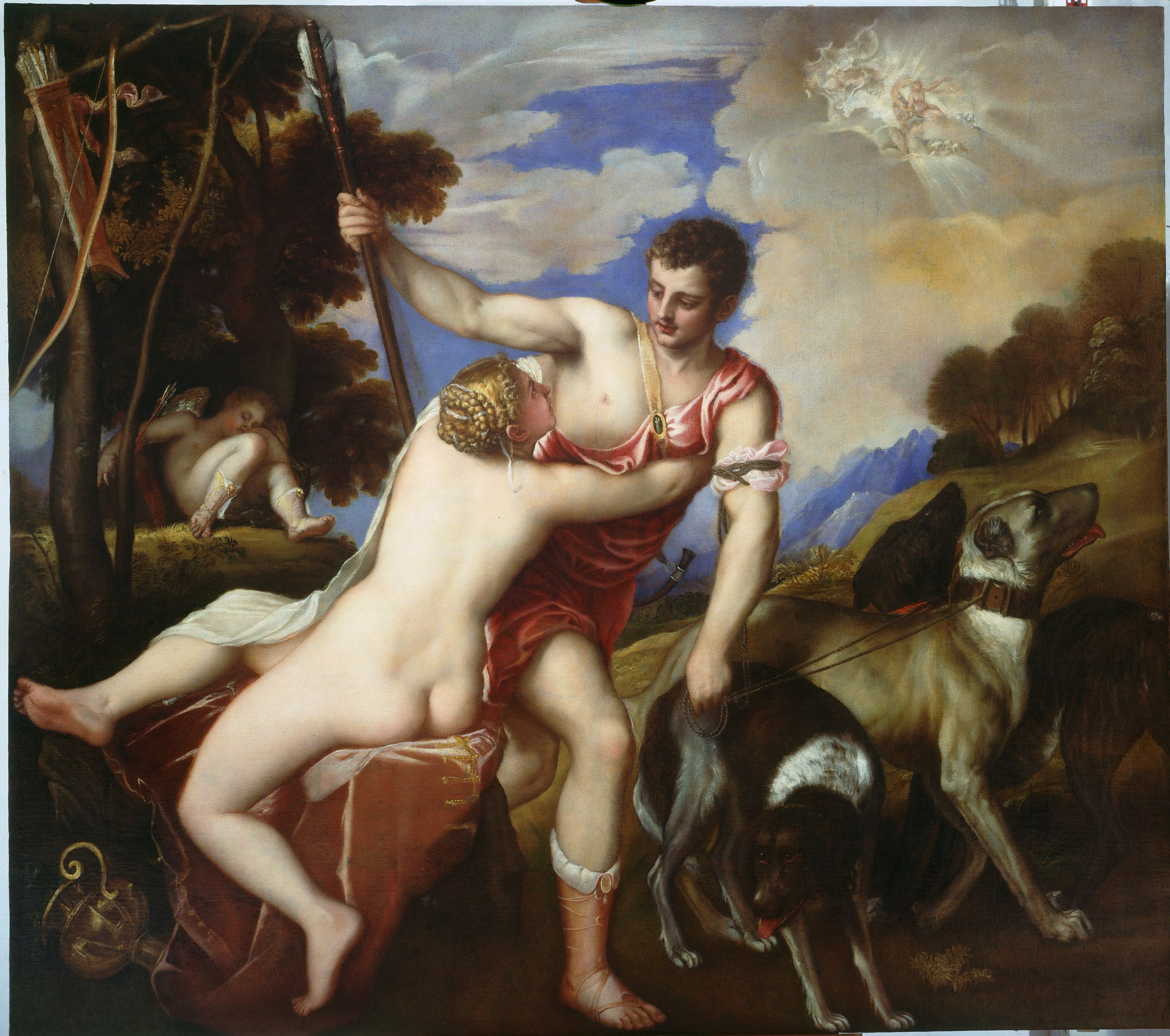
Phiên bản Matxcơva những năm 1542–46

## Thư viện ảnh

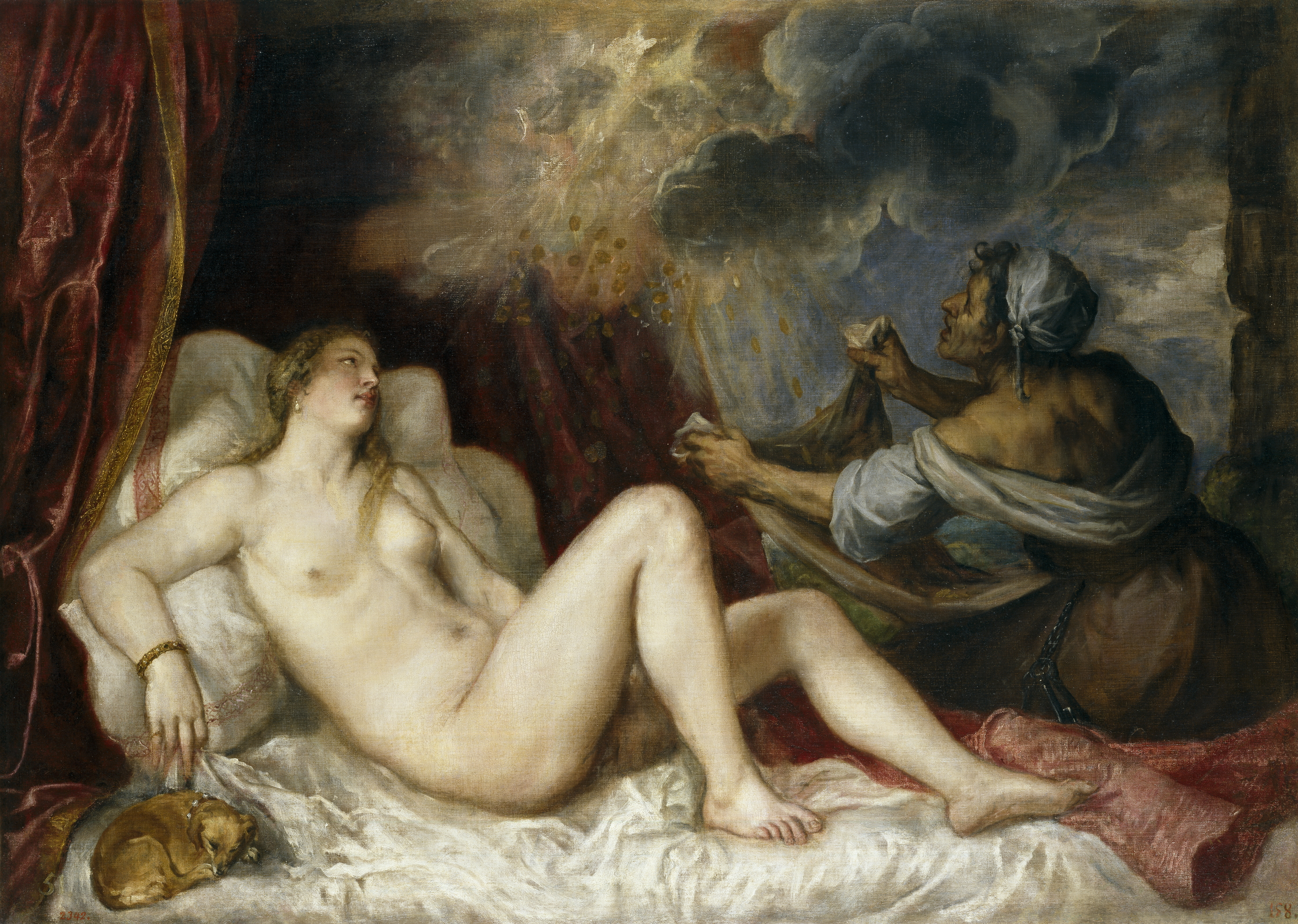
Danaë
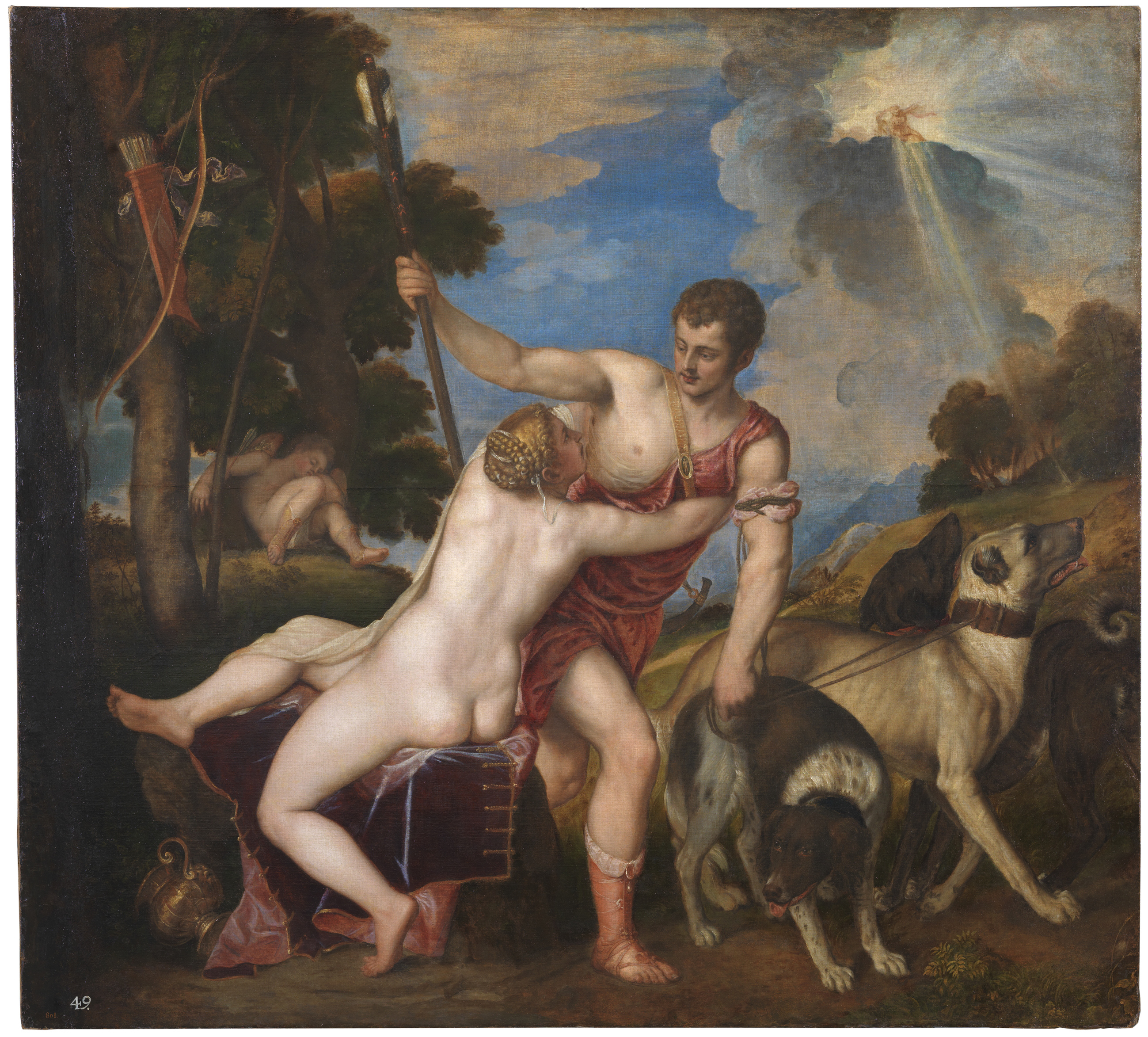
Venus và Adonis
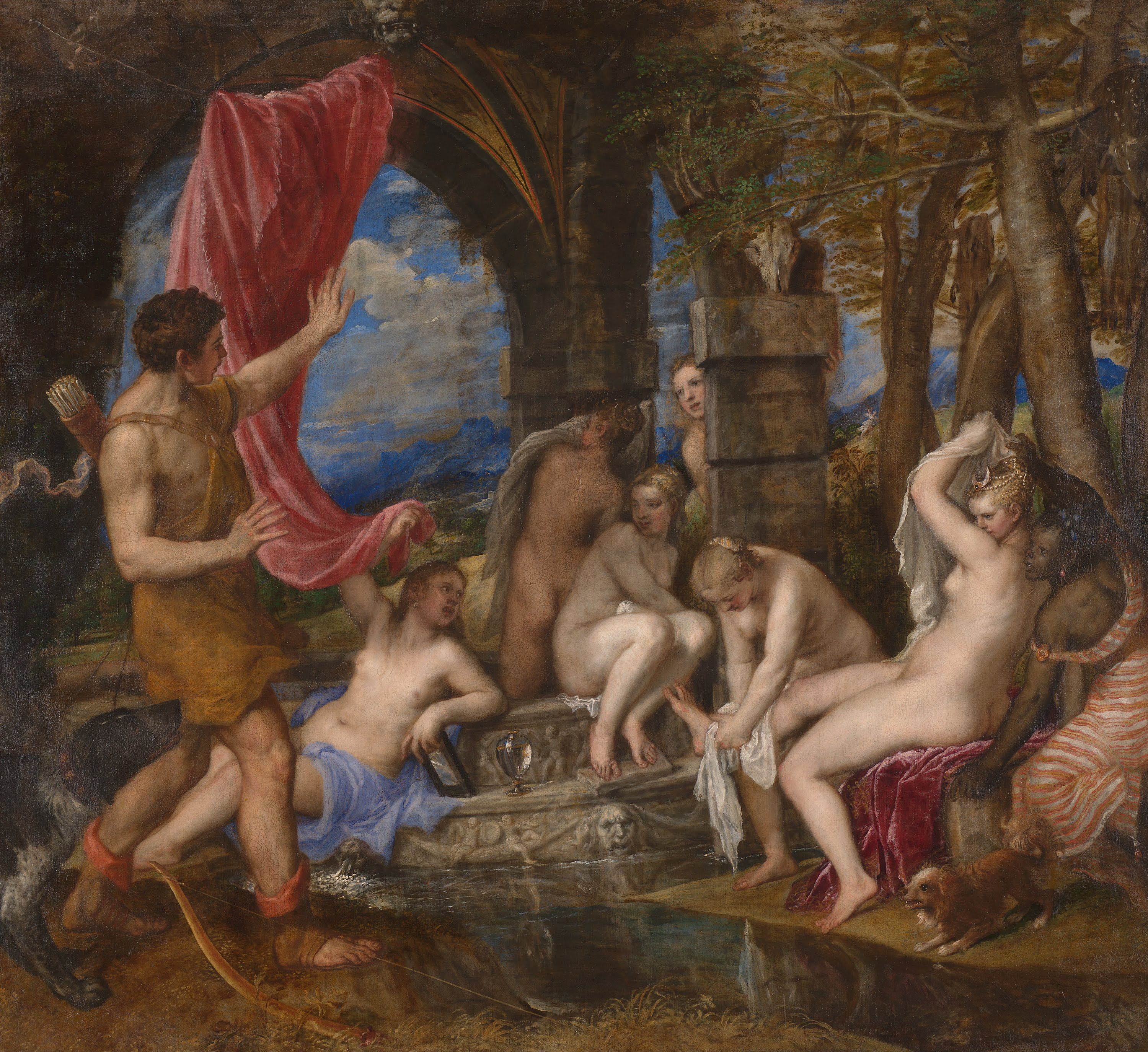
Diana và Actaeon
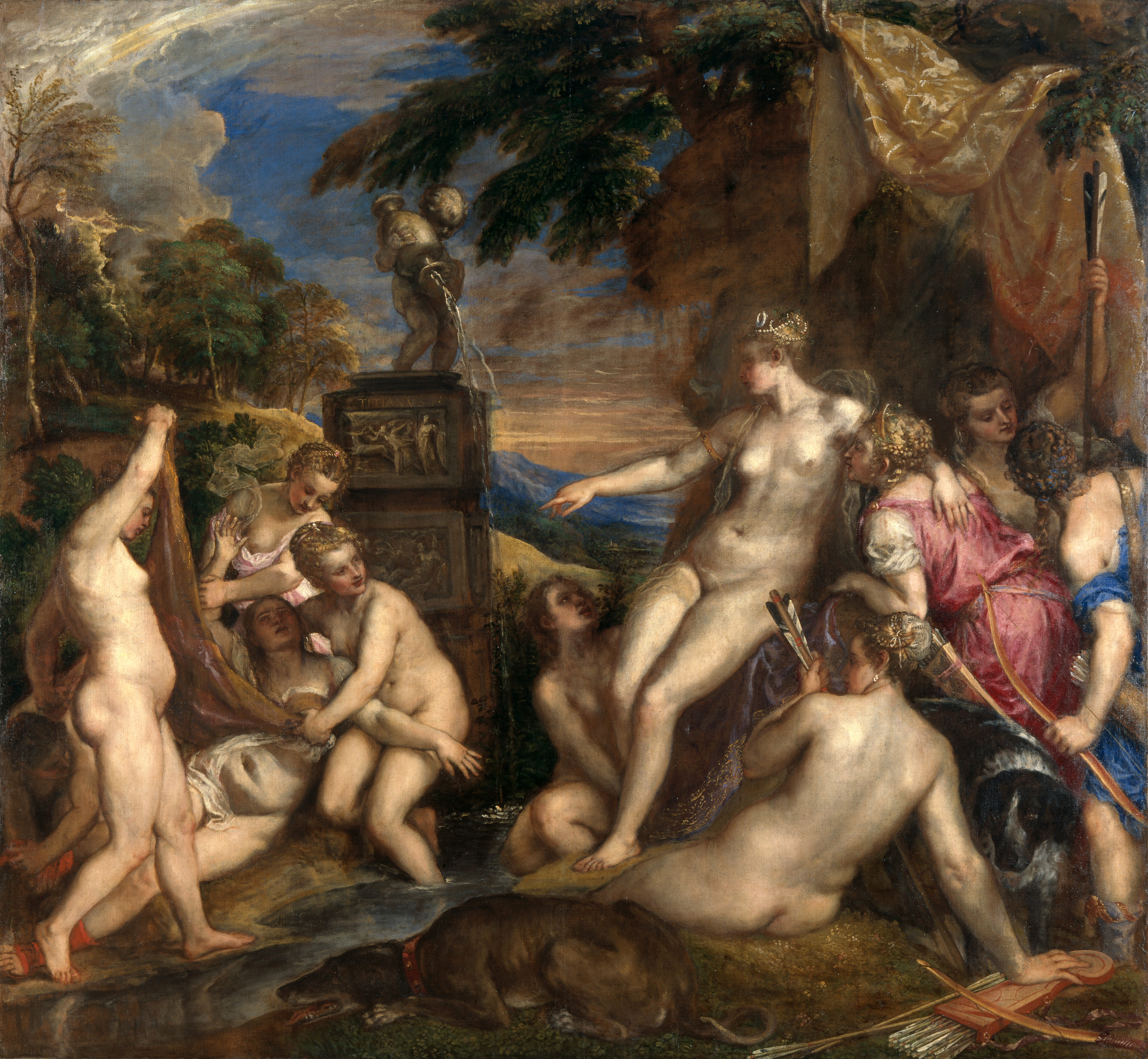
Diana và Callisto
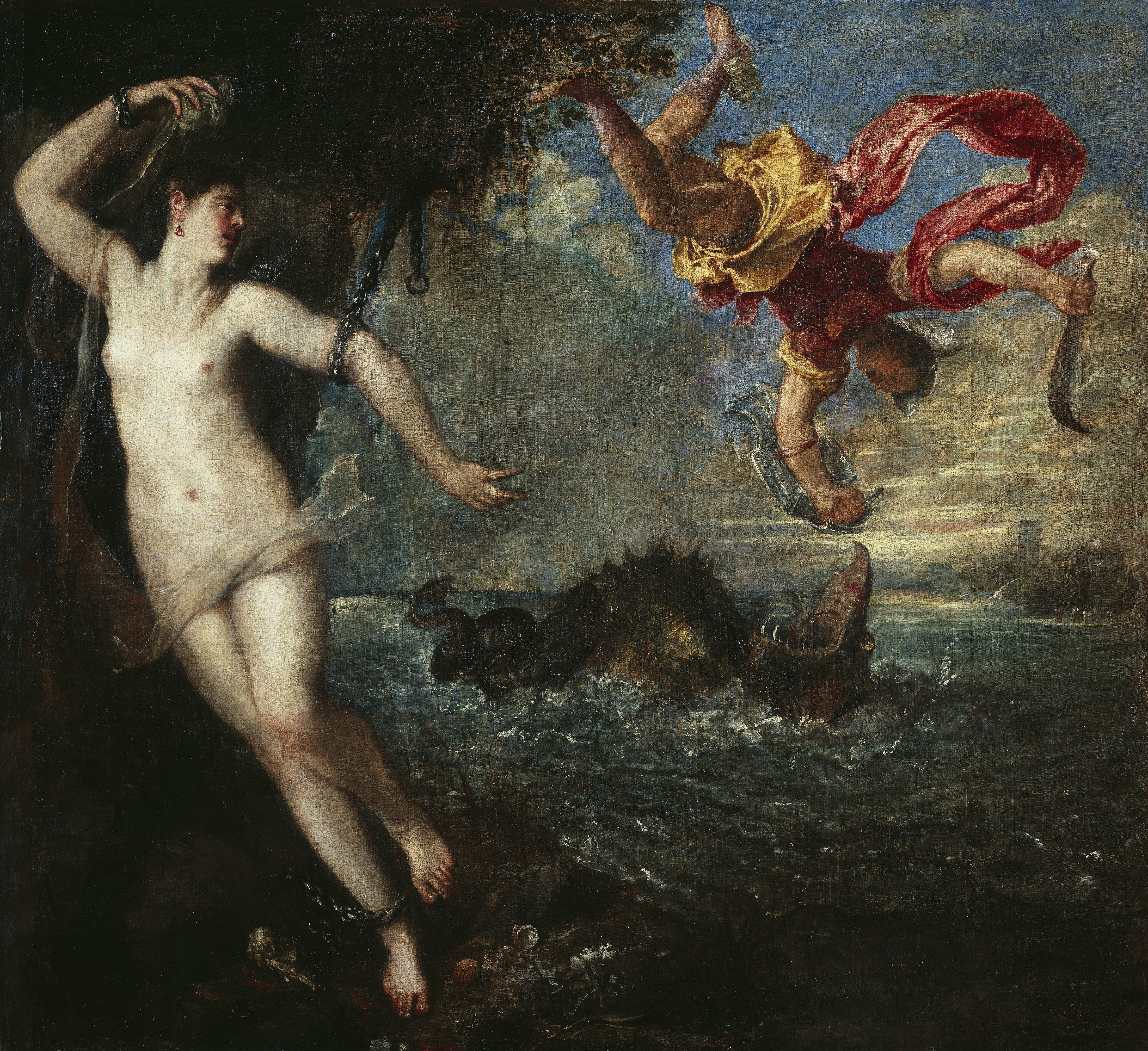
Perseus và Andromeda
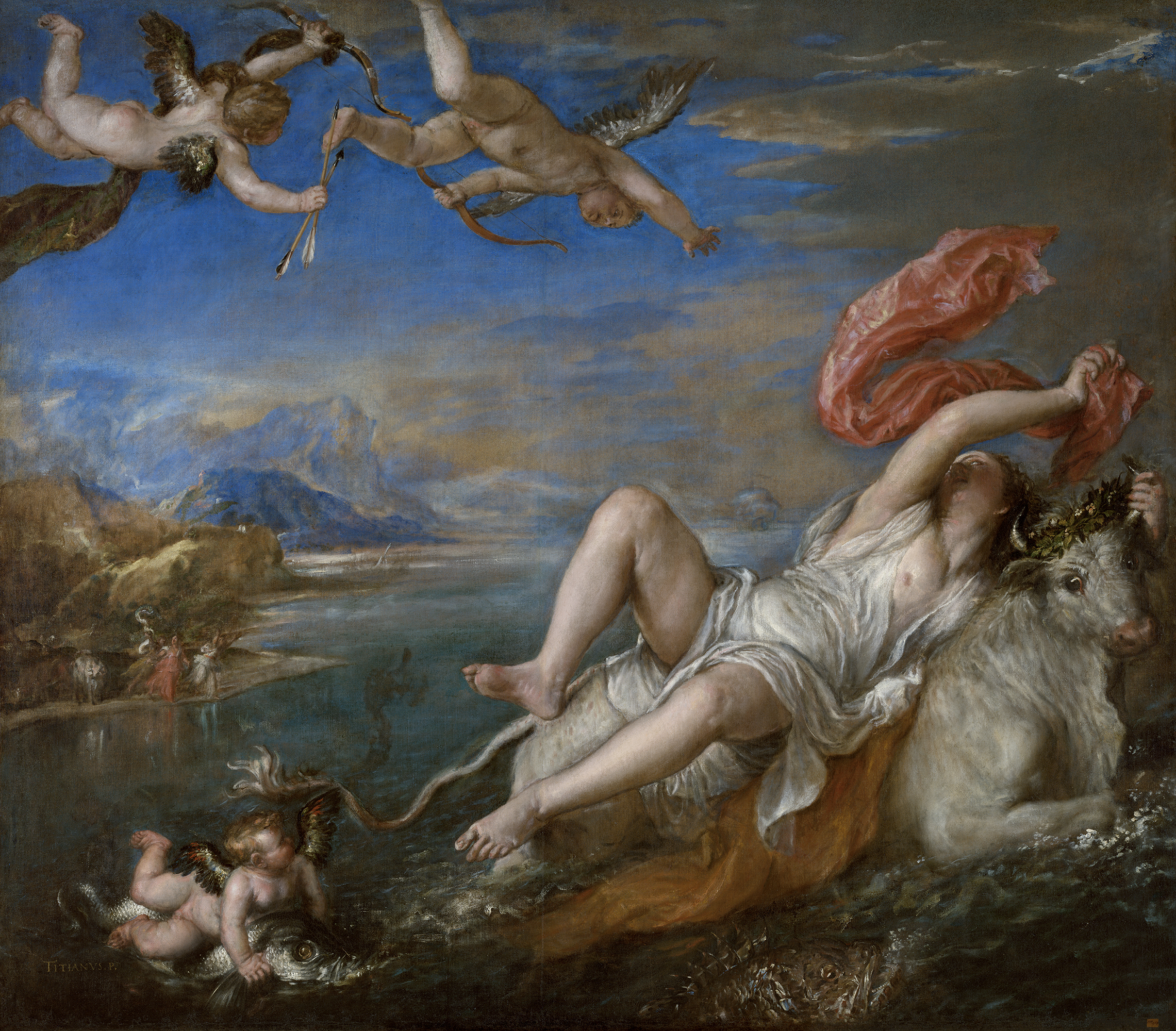
Vụ cưỡng bức Europa
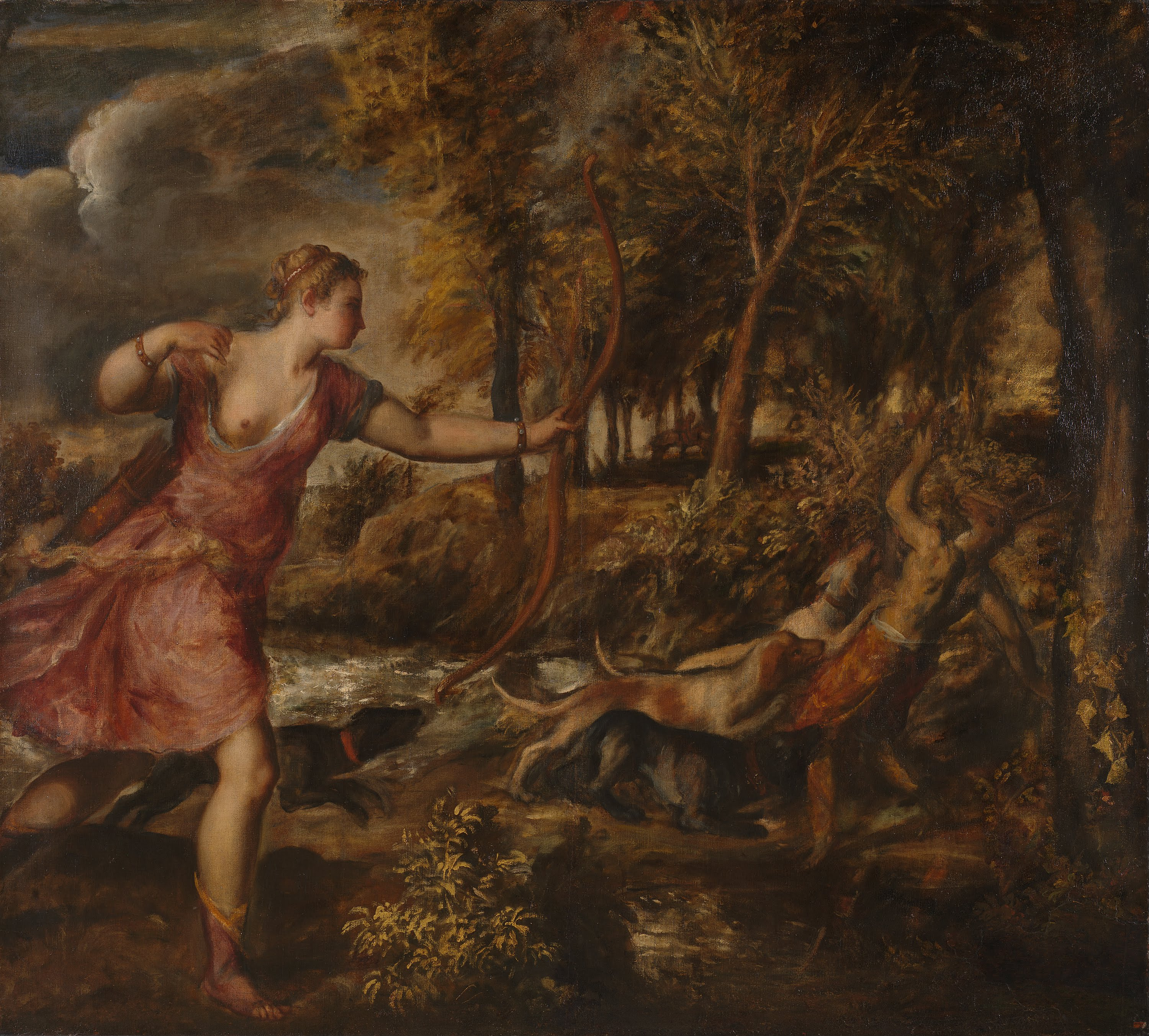
Cái chết của Actaeon